# Az FC Tatabánya 2005–2006-os szezonja
Az FC Tatabánya 2005–2006-os szezonja szócikk az FC Tatabánya első számú férfi labdarúgócsapatának egy szezonjáról szól.

## Mérkőzések
| Színmagyarázat | Színmagyarázat |
| -------------- | -------------- |
|                | Győzelem.      |
|                | Döntetlen.     |
|                | Vereség.       |

### Borsodi Liga 2005–06

#### Őszi fordulók
| 1. forduló 2005. július 30. 18:00 |

| FC Tatabánya        | 1 – 1   | Lombard Pápa           |
| ------------------- | ------- | ---------------------- |
| Márkus 12' Dupai 2' | (1 – 1) | Ujhegyi 16' Müller 35' |

| Városi Stadion, Tatabánya Nézőszám: 2 500 Játékvezető: Dubraviczky Attila (magyar) |

| 2. forduló 2005. augusztus 6. 19:00 |

| Zalaegerszegi TE                                              | 3 – 0   | FC Tatabánya                    |
| ------------------------------------------------------------- | ------- | ------------------------------- |
| Sebők V. 19' (11-esből) 60' (11-esből) Józsi 69' Spalević 45′ | (1 – 0) | Kerényi 22' Filó 60′ Márkus 74' |

| ZTE Aréna, Zalaegerszeg Nézőszám: 4 000 Játékvezető: Erdős József (magyar) |

| 3. forduló 2005. augusztus 20. 17:00 |

| FC Tatabánya                                 | 1 – 0   | Kaposvári Rákóczi                                             |
| -------------------------------------------- | ------- | ------------------------------------------------------------- |
| Márkus 74' (11-esből) Kerényi 8' Dupai 90+1' | (0 – 0) | Zsolnai 6' Balajcza 73' Petrók 77' Máté 80' Kovácsevics 90+1′ |

| Városi Stadion, Tatabánya Nézőszám: 2 500 Játékvezető: Hanacsek Attila (magyar) |

| 4. forduló 2005. augusztus 27. 19:00 |

| MTK Budapest        | 1 – 0   | FC Tatabánya |
| ------------------- | ------- | ------------ |
| Illés 79' Kanta 81' | (0 – 0) | Filó 67'     |

| Hidegkuti Nándor Stadion, Budapest Nézőszám: 1 200 Játékvezető: Vad II. István (magyar) |

| 5. forduló 2005. szeptember 18. 11:30 |

| FC Tatabánya                                  | 3 – 3   | Győri ETO                                              |
| --------------------------------------------- | ------- | ------------------------------------------------------ |
| Tóth 43' Márkus 61' 78' Rajnay 56' Németh 88' | (1 – 2) | Priskin 28' 37' 90+3' Lendvai 13' Mátyus 39' Varga 75' |

| Városi Stadion, Tatabánya Nézőszám: 2 000 Játékvezető: Arany Tamás (magyar) |

| 6. forduló 2005. szeptember 24. 19:00 |

| Újpest                                        | 5 – 1   | FC Tatabánya                                |
| --------------------------------------------- | ------- | ------------------------------------------- |
| Erős 22' Sándor 28' Rajczi 32' 74' Kovács 80' | (3 – 0) | Márkus 75' Balogh 72' Rajnay 80' Jerson 90' |

| Szusza Ferenc Stadion, Budapest Nézőszám: 4 345 Játékvezető: Solymosi Péter (magyar) |

| 7. forduló 2005. október 1. 15:00 |

| FC Tatabánya           | 2 – 1   | Diósgyőr                                                    |
| ---------------------- | ------- | ----------------------------------------------------------- |
| Megyesi 81' Márkus 88' | (0 – 1) | Horváth 29' Vitelki 11' Mogyoródi 37' Gáspár 45' Farkas 84' |

| Városi Stadion, Tatabánya Nézőszám: 2 000 Játékvezető: Makai János (magyar) |

| 8. forduló 2005. október 15. 18:00 |

| Vasas           | 1 – 1   | FC Tatabánya        |
| --------------- | ------- | ------------------- |
| Waltner 79' 84' | (0 – 1) | Filó 33' Jerson 30' |

| Illovszky Rudolf Stadion, Budapest Nézőszám: 3 500 Játékvezető: Gergely Sándor (magyar) |

| 9. forduló 2005. október 22. 14:30 |

| FC Tatabánya                                             | 4 – 0   | Rákospalotai EAC |
| -------------------------------------------------------- | ------- | ---------------- |
| Márkus 23' 66' Hajdú 60' Nagy 74' Kerényi 28' Rajnay 51' | (1 – 0) | Kapcsos 16'      |

| Városi Stadion, Tatabánya Nézőszám: 2 000 Játékvezető: Saskőy Szabolcs (magyar) |

| 10. forduló 2005. október 29. 14:30 |

| Pécsi MFC     | 0 – 1   | FC Tatabánya                  |
| ------------- | ------- | ----------------------------- |
| Schindler 80' | (0 – 1) | Nagy 19' Megyesi 32' Tóth 73' |

| PMFC Stadion, Pécs Nézőszám: 1 500 Játékvezető: Szarka Zoltán (magyar) |

| 11. forduló 2005. november 6. 13:30 |

| FC Tatabánya                                         | 3 – 3   | Debreceni VSC                                                  |
| ---------------------------------------------------- | ------- | -------------------------------------------------------------- |
| Nagy 54' Márkus 59' 84' (11-esből) Filó 11' Vati 67' | (0 – 0) | Halmosi 50' 84' Ferenczi 67' (11-esből) Kiss 80' 13' Madar 64' |

| Városi Stadion, Tatabánya Nézőszám: 4 000 Játékvezető: Fábián Mihály (magyar) |

| 12. forduló 2005. november 20. 11:30 |

| FC Tatabánya            | 0 – 1   | FC Fehérvár                             |
| ----------------------- | ------- | --------------------------------------- |
| Filó 17' Rizvanolli 83' | (0 – 0) | Németh 67' (öngól) Farkas 22' Sitku 43' |

| Városi Stadion, Tatabánya Nézőszám: 3 500 Játékvezető: Hanacsek Attila (magyar) |

| 13. forduló 2005. november 26. 17:00 |

| FC Sopron                                           | 5 – 1   | FC Tatabánya                                |
| --------------------------------------------------- | ------- | ------------------------------------------- |
| Bagoly 16' 53' 62' Horváth 28' Demjén 33' Fehér 44' | (3 – 0) | Márkus 48' Kerényi 2' Jerson 75' Balogh 88' |

| Káposztás utcai Stadion, Sopron Nézőszám: 1 500 Játékvezető: Vad II. István (magyar) |

| 14. forduló 2005. december 4. 13:30 |

| FC Tatabánya                   | 2 – 3  | Ferencváros                                                   |
| ------------------------------ | ------ | ------------------------------------------------------------- |
| Deme 33' Márkus 61' Balogh 30' | (1 –1) | Tímár 14' 15' Jovánczai 68' Szalai 82' Bartha 7' Csepregi 44' |

| Városi Stadion, Tatabánya Nézőszám: 5 000 Játékvezető: Solymosi Péter (magyar) |

| 15. forduló 2005. december 10. 15:00 |

| Budapest Honvéd                            | 1 – 3   | FC Tatabánya                                     |
| ------------------------------------------ | ------- | ------------------------------------------------ |
| Venczel 5' Genito 8' Bojtor 10' Kovács 39' | (1 – 1) | Jerson 19' 51' Filó 73' 19' Márkus 82' Szabó 10' |

| Bozsik József Stadion, Budapest Nézőszám: 2 000 Játékvezető: Dubraviczky Attila (magyar) |

#### Tavaszi fordulók
| 16. forduló 2006. február 25. 16:00 |

| Lombard Pápa       | 0 – 5   | FC Tatabánya                                                  |
| ------------------ | ------- | ------------------------------------------------------------- |
| Gaál 47′ Varga 85' | (0 – 5) | Hajdú 5' 45' Mumba 21' (öngól) Kouemaha 36' Deme 37' Filó 87' |

| Perutz Stadion, Pápa Nézőszám: 1 600 Játékvezető: Vad II. István (magyar) |

| 17. forduló 2006. március 4. 14:30 |

| FC Tatabánya | 0 – 1   | Zalaegerszegi TE |
| ------------ | ------- | ---------------- |
|              | (0 – 0) | Nagy 78'         |

| Városi Stadion, Tatabánya Nézőszám: 2 500 Játékvezető: Hanacsek Attila (magyar) |

| 18. forduló 2006. március 11. 16:00 |

| Kaposvári Rákóczi          | 1 – 1   | FC Tatabánya                   |
| -------------------------- | ------- | ------------------------------ |
| Zsolnai 26' Vasiljević 27' | (1 – 1) | Márkus 12' Balogh 78' Deme 90' |

| Rákóczi Stadion, Kaposvár Nézőszám: 1 500 Játékvezető: Bede Ferenc (magyar) |

| 19. forduló 2006. március 18. 15:00 |

| FC Tatabánya | 0 – 1   | MTK Budapest          |
| ------------ | ------- | --------------------- |
|              | (0 – 0) | Hrepka 69' Balogh 11' |

| Városi Stadion, Tatabánya Nézőszám: 3 000 Játékvezető: Makai János (magyar) |

| 20. forduló 2006. március 24. 19:00 |

| Győri ETO | 0 – 0   | FC Tatabánya        |
| --------- | ------- | ------------------- |
|           | (0 – 0) | Rajnay 63' Tóth 77' |

| ETO Park, Győr Nézőszám: 1 500 Játékvezető: Solymosi Péter (magyar) |

| 21. forduló 2006. április 1. 15:00 |

| FC Tatabánya                 | 1 – 1   | Újpest                             |
| ---------------------------- | ------- | ---------------------------------- |
| Tóth 26' Deme 58' Balogh 89' | (1 – 0) | Tóth N. 74' Hullám 42' Tóth B. 64' |

| Városi Stadion, Tatabánya Nézőszám: 5 000 Játékvezető: Vad II. István (magyar) |

| 22. forduló 2006. április 8. 17:00 |

| Diósgyőr   | 1 – 0   | FC Tatabánya                   |
| ---------- | ------- | ------------------------------ |
| Binder 65' | (0 – 0) | Balogh 55' Tóth 67' Rajnay 90' |

| DVTK-stadion, Miskolc Nézőszám: 3 000 Játékvezető: Mészáros István (magyar) |

| 23. forduló 2006. április 15. 15:00 |

| FC Tatabánya                               | 2 – 2   | Vasas                                                        |
| ------------------------------------------ | ------- | ------------------------------------------------------------ |
| Kerényi 36' 77' 16' Nallbani 8' Ngalle 90' | (1 – 0) | Filó 58' (öngól) Waltner 90+1' Pintér 27' Fehér 44' Rósa 87' |

| Városi Stadion, Tatabánya Nézőszám: 3 500 Játékvezető: Fábián Mihály (magyar) |

| 24. forduló 2006. április 22. 17:00 |

| Rákospalotai EAC              | 0 – 2   | FC Tatabánya                     |
| ----------------------------- | ------- | -------------------------------- |
| Dinka 26' Sallai 40' Nagy 48' | (0 – 2) | Vámosi 5' Ngalle 18' Megyesi 38' |

| Budai II László Stadion, Budapest Nézőszám: 1 200 Játékvezető: Sápi Csaba (magyar) |

| 25. forduló 2006. április 29. 17:00 |

| FC Tatabánya            | 2 – 0   | Pécsi MFC    |
| ----------------------- | ------- | ------------ |
| Márkus 48' 70' Filó 34' | (0 – 0) | Szekeres 68' |

| Városi Stadion, Tatabánya Nézőszám: 2 000 Játékvezető: Szilasi Szabolcs (magyar) |

| 26. forduló 2006. május 6. 19:00 |

| Debreceni VSC               | 1 – 0   | FC Tatabánya                       |
| --------------------------- | ------- | ---------------------------------- |
| Bogdanović 32' Szatmári 35' | (1 – 0) | Megyesi 59' Bakrać 67' Kerényi 76' |

| Oláh Gábor utcai stadion, Debrecen Nézőszám: 9 000 Játékvezető: Török Károly (magyar) |

| 27. forduló 2006. május 13. 15:00 |

| FC Fehérvár                                                                                                 | 4 – 1   | FC Tatabánya                              |
| --- | ------- | ----------------------------------------- |
| Sitku 24' Kuttor 33' Csizmadia 54' (11-esből) Schwarcz 76' Horváth G. 15' Koller 21' Alumona 39′ Farkas 82' | (2 – 1) | Vámosi 15' (11-esből) Balogh 39′ Mile 49' |

| Sóstói Stadion, Székesfehérvár Nézőszám: 2 925 Játékvezető: Fábián Mihály (magyar) |

| 28. forduló 2006. május 20. 18:00 |

| FC Tatabánya                         | 3 – 2   | FC Sopron                                                           |
| ------------------------------------ | ------- | ------------------------------------------------------------------- |
| Márkus 17' 53' Kouemaha 85' Filó 32' | (1 – 2) | Costisor 11' Rajnay 24' (öngól) Silvestri 20' Sifter 40' Demjén 45' |

| Városi Stadion, Tatabánya Nézőszám: 3 500 Játékvezető: Erdős József (magyar) |

| 29. forduló 2006. május 27. 19:00 |

| Ferencváros                                             | 2 – 3   | FC Tatabánya                                |
| ------------------------------------------------------- | ------- | ------------------------------------------- |
| Lipcsei 28' (11-esből) Bajevski 90' Lazic 81' Tímár 91′ | (1 – 3) | Megyesi 31' Deme 35' 45' Filó 29' Dupai 62' |

| Üllői úti stadion, Budapest Nézőszám: 4 500 Játékvezető: Szabó Sándor (magyar) |

| 30. forduló 2006. június 3. 18:00 |

| FC Tatabánya                                            | 3 – 1   | Budapest Honvéd           |
| ------------------------------------------------------- | ------- | ------------------------- |
| Filó 35' Márkus 68' Tóth 74' 75' Bakrać 78' Kerényi 87' | (1 – 1) | Csobánki 36' Benjamin 33' |

| Városi Stadion, Tatabánya Nézőszám: 5 000 Játékvezető: Bognár Tamás (magyar) |

#### Végeredmény
|    | Csapat            | Játszott | Gy | D  | V  | L  | K  | GK  | Pont |
| -- | ----------------- | -------- | -- | -- | -- | -- | -- | --- | ---- |
| 1  | Debreceni VSC     | 30       | 20 | 8  | 2  | 69 | 34 | +35 | 68   |
| 2  | Újpest            | 30       | 20 | 5  | 5  | 74 | 37 | +37 | 65   |
| 3  | FC Fehérvár       | 30       | 19 | 7  | 4  | 52 | 24 | +28 | 64   |
| 4  | MTK Budapest      | 30       | 18 | 6  | 6  | 65 | 33 | +32 | 60   |
| 5  | FC Tatabánya      | 30       | 11 | 8  | 11 | 46 | 45 | +1  | 41   |
| 6  | Ferencváros       | 30       | 10 | 11 | 9  | 43 | 38 | +5  | 41   |
| 7  | Kaposvári Rákóczi | 30       | 10 | 7  | 13 | 35 | 41 | -6  | 37   |
| 8  | Diósgyőr          | 30       | 10 | 7  | 13 | 33 | 44 | -11 | 37   |
| 9  | Győri ETO         | 30       | 9  | 9  | 12 | 47 | 50 | -3  | 36   |
| 10 | FC Sopron         | 30       | 9  | 8  | 13 | 39 | 39 | 0   | 35   |
| 11 | Zalaegerszegi TE  | 30       | 9  | 8  | 13 | 42 | 47 | -5  | 35   |
| 12 | Pécsi MFC         | 30       | 8  | 9  | 13 | 37 | 41 | -4  | 33   |
| 13 | Budapest Honvéd   | 30       | 8  | 9  | 13 | 33 | 52 | -19 | 33   |
| 14 | Rákospalotai EAC  | 30       | 7  | 5  | 18 | 30 | 59 | -29 | 26   |
| 15 | Vasas             | 30       | 5  | 10 | 15 | 32 | 47 | -15 | 25   |
| 16 | Lombard Pápa      | 30       | 5  | 7  | 18 | 30 | 76 | -46 | 22   |

1. ↑  Intertotó-kupa induló

#### Helyezések fordulónként
| Forduló  | 1 | 2  | 3  | 4  | 5  | 6  | 7  | 8  | 9  | 10 | 11 | 12 | 13 | 14 | 15 | 16 | 17 | 18 | 19 | 20 | 21 | 22 | 23 | 24 | 25 | 26 | 27 | 28 | 29 | 30 |
| -------- | - | -- | -- | -- | -- | -- | -- | -- | -- | -- | -- | -- | -- | -- | -- | -- | -- | -- | -- | -- | -- | -- | -- | -- | -- | -- | -- | -- | -- | -- |
| Helyszín | O | I  | O  | I  | O  | I  | O  | I  | O  | I  | O  | O  | I  | O  | I  | I  | O  | I  | O  | I  | O  | I  | O  | I  | O  | I  | I  | O  | I  | O  |
| Eredmény | D | V  | GY | V  | D  | V  | GY | D  | GY | GY | D  | V  | V  | V  | GY | GY | V  | D  | V  | D  | D  | V  | D  | GY | GY | V  | V  | GY | GY | GY |
| Helyezés | 9 | 14 | 10 | 11 | 11 | 12 | 10 | 10 | 9  | 7  | 7  | 8  | 9  | 10 | 7  | 6  | 9  | 10 | 12 | 12 | 12 | 12 | 13 | 11 | 8  | 10 | 10 | 8  | 6  | 5  |

Helyszín: O = Otthon; I = Idegenben. Eredmény: GY = Győzelem; D = Döntetlen; V = Vereség.

#### Eredmények összesítése
Az alábbi táblázatban összesítve szerepelnek az FC Tatabánya 2005/06-os bajnokságban elért eredményei.
| Ősz/tavasz (forduló)    | Otthon | Otthon | Otthon | Otthon | Otthon | Otthon | Otthon | Idegenben | Idegenben | Idegenben | Idegenben | Idegenben | Idegenben | Idegenben |
| Ősz/tavasz (forduló)    | M      | GY     | D      | V      | LG–KG  | GK     | P      | M         | GY        | D         | V         | LG–KG     | GK        | P         |
| ----------------------- | ------ | ------ | ------ | ------ | ------ | ------ | ------ | --------- | --------- | --------- | --------- | --------- | --------- | --------- |
| Őszi szezon (1–15.)     | 8      | 3      | 3      | 2      | 16–12  | +4     | 12     | 7         | 2         | 1         | 4         | 7–16      | –9        | 7         |
| Tavaszi szezon (16–30.) | 7      | 3      | 2      | 2      | 11–8   | +3     | 11     | 8         | 3         | 2         | 3         | 12–9      | +3        | 11        |
| Összesen (1–30.)        | 15     | 6      | 5      | 4      | 27–20  | +7     | 23     | 15        | 5         | 3         | 7         | 19–25     | –6        | 18        |

### Magyar kupa
Nyolcaddöntő 1. mérkőzés
| 2005. október 26. 13:00 |

| FC Tatabánya      | 0 – 2               | Debreceni VSC                                    |
| ----------------- | ------------------- | ------------------------------------------------ |
| Deme 71' Nagy 84' | (0 – 1) Jegyzőkönyv | Hrisztov 13' Dzsudzsák 54' 69' Virág 4' Éger 24' |

| Tatabánya Nézőszám: 1 500 Játékvezető: Dubraviczky Attila (magyar) |

Nyolcaddöntő 2. mérkőzés
| 2005. november 9. 18:00 |

| Debreceni VSC                          | 2 – 1               | FC Tatabánya                                         |
| -------------------------------------- | ------------------- | ---------------------------------------------------- |
| Sidibe 7' Hegedűs 88' 54' Szatmári 64' | (1 – 0) Jegyzőkönyv | Dupai 67' (11-esből) Kerényi 2' Forgó 35' Balogh 40' |

| Oláh Gábor utcai stadion, Debrecen Nézőszám: 4 000 Játékvezető: Erdős József (magyar) |

## Külső hivatkozások
- A csapat hivatalos honlapja (magyarul)
- A csapat mérkőzései a transfermarkt.de-n (németül)